# سبايك ديكس
سبايك ديكس (بالإنجليزية: Spike Dykes)‏ هو لاعب كرة قدم أمريكية أمريكي، ولد في 14 مارس 1938 في لوبوك في الولايات المتحدة، وتوفي في 10 أبريل 2017.